# Санчи
Санчи (девангари санскрт: भीमबेटका पाषाण आश्रय) је село у области Раисен, у средишту индијске државе Мадја Прадеш, 46 км северно од Бопала и 10 км од Беснагара. Село је 2001. године бројало 6.785 становника с 67% писменог становништва, што је већи просек од државног (59,5%).
Име му вероватно потиче од санскртског израза за "мерити", док на хиндском Санча значи "Хумци од камења". У њему се налази више будистичких споменика изграђених од 3. века п. н. е. до 12. века, због чега је једно од најважнијих места ходочашћа за будисте на свету. Због тога су будистички споменици Санчија уписани на УНЕСКО-в Списак места Светске баштине у Азији и Аустралазији 1989. године.

## Историја
Мауријски владар Ашока Велики је у 3. веку п. н. е. изградио Велику ступу у Санчију, преко места где су се налазиле реликвије Буде. Ступа је уништена у 2. веку п. н. е., али је убрзо потпуно обновљена и проширена тако да је њезина величина готово удвостручена.
У раздољу династије Сатавахана изграђене су још две ступе и свети пут, што је забележено на натпису на врху архитрава јужног портала:
Поклон Ананде, Васитијевог сина, покровитеља уметника рајана (владара) Сирија Сатакарнија
Опадањем популарности будизма у Индији, споменици у Санчију су занемарени и почели су пропадати. До 12. века је око ових раних будистичких грађевина изграђен и велики број хиндуистичких. Први западњак који их је описао био је британски генерал и историчар Тејлор 1818. године. До 1881. године многи аматерски археолози су нестручним радом опустошили локалитет, након чега су уследили радови на обнови. Од 1912—19. године грађевине су обновљене у данашњи изглед, под будним оком историчара Сер Џона Маршала. Данас се на овом локалитету налази око 50 грађевина, укључујући три ступе и неколико храмова.

## Знаменитости
Велика ступа има средиште од једноставне сферне грађевине од опеке из 3. века п. н. е. у којој се налазе Будине реликвије. Она је окруњена чатром, конструкцијом у облику сунцобрана чија је намена била да штити реликвије. Касније је ступа проширена и окружена каменим прстеном за циркумамбулацију (процес кружења реликвија), а купола јој поравнана како би се сместиле три чатре. Изграђен је камени зидић с балустрадом око ступе с четири рељефа богато украшене торане (будистички свети портали) које представљају љубав, мир, поверење и храброст. Иако су од камена, оне имају облик и украсе на начин како се градило од дрвета. Наративне скулптуре приказују призоре из живота Буде., заједно с призорима из свакодневног живота, па чак и особе одевене у грчку одећу Необичност тих призора је у томе што се Буда никада не приказује у људском облику, него животињском, јер се сматрало да је људско тело за њега било преограничавајуће. Врхови су им украшени будистичким симболима попут шриватсе (краљевско божанство), тритане (три светости) и дарме (точак закона) који ће касније постати ашокачакра и симбол индијске државе.
Поред Велике ступе налазе се још две мање, ступе будиних следбеника, које обликом прате облик велике ступе, али су скромније у димензијама и украсима. Храм бр. 17 је вероватно најстарији будистички храм из Гупта раздобља (320—550.). Он има квадратно светиште с тремом на четири ступа. Док му uнунутрашњост и три стране нису украшене, спреда је елегантно изрезбарен, заједно с три ступа трема.
- Прилаз будистичким споменицима
- Велика ступа у Санчију
- Ходочасници испред ступе будиног ученика
- Остаци будистичког самостана